# Ледуховский, Анатолий Владимирович
Анато́лий Влади́мирович Ледухо́вский (род. 7 октября 1961, Москва) — российский театральный режиссёр и педагог. Автор более 90 спектаклей в России и за рубежом.

## Биография
Родился в московской семье, отец столярничал, мать работала на кондитерской фабрике «Большевик». С детства рисовал, были и мечты об актёрской профессии. Но в 21 год поступил на режиссуру в Московский государственный институт культуры на курс С. А. Баркана, который окончил в 1987 году. В том же году открыл в Москве частную труппу «Модельтеатр», художественным руководителем которой был более 20 лет. Первый спектакль «Кукла» по собственной инсценировке зарубежной прозы был отобран в программу театрального фестиваля «Игры в Лефортово», что стало точкой отсчёта жизни новой театральной труппы.
С 1988 по 1990 годы преподавал режиссуру в мастерской своего учителя Семёна Баркана. С 1989 года ставит спектакли в отечественных театрах и за рубежом.
По приглашению Сергея Бархина, руководителя факультета сценографии ГИТИСа, с 1997 года  преподаёт режиссуру для будущих театральных художников.
С 2001 по 2005 год был художественным руководителем актёрской мастерской Ярославского государственного театрального института. Выпускники мастерской вошли в новую студию режиссёра, ставшую вскоре как он стал режиссёром Государственного театрального музея имени А. А. Бахрушина «Домашним театром в доме Щепкина». С 2008 года в камерном пространстве Дома-музея Михаила Щепкина ими создаются «изысканные эксперименты» с театральной формой.
В том же 2008 году Ледуховскому было присвоено учёное звание доцента.
В 2009—2010 годах был главным режиссёром Смоленского государственного драматического театра имени А. С. Грибоедова, где поставил пять спектаклей.
В 2010 году — году Франции в России поставил в Московском музыкальном театре спектакль из двух одноактных опер французских композиторов: «Сократ» Эрика Сати (1918) и «Бедный матрос» Дариуса Мийо (1925).
Автор книг «Режиссёрские пьесы» (2015) и «Режиссёрские спектакли» (2021).

## Постановки
«Модельтеатр»
- 1987 — «Кукла» инсценировка по произведениям Ж. Кокто, Г. Маркеса, Р. Мэтиссона, Р. Бредбери
- 1988 — «Что-то случилось» Д. Хеллера
- 1988 — «Обыкновенный вариант» В. Москаленко
- 1989 — «Три девушки в голубом» Л. Петрушевской
- 1989 — «Недоразумение» А. Камю
- 1989 — «Человеческий голос» Ж. Кокто
- 1990 — «Ублюдок» Н. Садур
- 1990 — «Лунные волки» Н. Садур
- 1990 — «Игорный дом» С. Азарянц по текстам А. Пушкина, М. Булгакова, Ф. Достоевского
- 1993 — «Маркиза де Сад» Ю. Мисимы[комм. 1]
- 1996 — «Генрих IV» Л. Пиранделло (совместно с IV-м Национальным фестивалем итальянского театра)
- 1996 — «Женщины любят говорить о любви» Р. Джордано (совм. с IV-м Национальным фестивалем итальянского театра)
- 1996 — «Пир каменного гостя во время чумы» по А. Пушкину
- 2002 — «Паяцы. Неопера» игровая модель музыки и либретто оперы Р. Леонкавалло, песен 20—30-х годов, живописи Ф. Ботеро и дворовой песенки про Коломбину
- 2004 — «Нина. Опыт поступления на сцену» игровая модель текстов пьесы А. Чехова «Чайка»
- 2004 — «Нина. Опыт выступления на сцене» музыкальная модель судьбы Нины Заречной
- 2004 — «Гамлет. Опыт превращения в женщину» игровая модель текстов произведений «Гамлет» В. Шекспира и «Гамлет-машина» Х. Мюллера
- 2005 — «Кровавая женитьба» игровая модель текстов и мотивов пьесы Ф-Г. Лорки «Кровавая свадьба», а так же произведений Н. Гоголя «Женитьба» и «Вий»
- 2006 — «Chaika-Live» по повести «Чайка по имени Джонатан Ливингстон» Р. Баха

«Галатеатр» (Стокгольм, Швеция)
- 1989 — «Голос из скорлупы» психопластика А. Ледуховского по живописи Домье, Дали, Босха, Эриксона, Попкова (совм. с «Модельтеатром»)

Радио-Россия
- 1995 — «Венера в мехах» Л. фон Захер-Мазох
- 1995 — «Маркиза де сад» Ю. Мисима

Мастерская Сергея Бархина
- 1996 — «Венера в мехах» Л. фон Захер-Мазох

Театр-студия п/р О. Табакова
- 1997 — «Эти высокие женщины. Акт второй» Э. Олби

«Театр-Satyrikon» (Бремен, Германия)
- 1997 — «Король Юбю» А. Жарри
- 1998 — «Венера в мехах» Л. фон Захер-Мазох
- 2001 — «Флорентийские ночи» М. Цветаева (совместно с «Модельтеатром»)

РАТИ (ГИТИС), факультет сценографии
- 1998 — «Похороны Крылова», игровая модель на тему творчества И. Крылова[9]
- 1999 — «Свадьба Д. К. Мерона на похоронах Крылова» (Трилогия. Часть 1 — чёрное, Часть 2 — белое), композиция А. Ледуховского по текстам И. Крылова и Дж. Боккаччо[10]
- 1999 — «Паяцы. Неопера» (Трилогия. Часть 3 — цветное), игровая модель музыки и либретто оперы Р. Леонкавалло[11]
- 2001 — «Прения живота со смертью» по мотивам пьесы А. Ремизова «Бесовское действо»[12]
- 2002 — «Почта духов» И. Крылова[13]
- 2004 — «Пятая маленькая трагедия», живая инсталляция на тему А. Пушкина[14]
- 2006 — «Женитьба», живая инсталляция на тему пьесы Н. Гоголя[15]
- 2007 —  «Чайка. Что-то декадентское» на тему пьесы А. Чехова[14]
- 2011 —  «Bella, чао!», живая инсталляция театральных художников на тему известной песенки и не только[16]
- 2019 — «Маленькая претензия», живая инсталляция театральных художников на стихи А. Введенского и Д. Воденникова[источник не указан 813 дней]
- 2021 —  «Ван Гог и Маяковский. Диалоги», фильм-этюд театральных художников[источник не указан 813 дней]
- 2022 —  «Гений, злодейство, зависть - вопросы», перечитывая пьесу А.С. Пушкина "Моцарт и Сальери", фильм-этюд театральных художников[источник не указан 813 дней]
- 2023 —  «Чайка. Персонажи!», опыт освоения пьесы А.Чехова «Чайка», фильм-этюд театральных художников
- 2024 —  «Я и великие художники», фильм-этюд театральных художников
- 2024 —  «Желания, искания и чувства великих художников», фильм-спектакль театральных художников

Телеканал Культура
- 2002 — «Флорентийские ночи» М. Цветаевой — телеверсия спектакля театра «Satyrikon» и «Модельтеатра»

ЯГТИ, мастерская А. Ледуховского
- 2002 — «Ромео и Джульетта. Часть I» этюды по текстам В. Шекспира
- 2002 — «Джульетта и Ромео. Часть II» этюды по текстам В. Шекспира
- 2003 — «Чехов-соул» по текстам пьес А. Чехова
- 2003 — «Гамлет. Эпизоды» по текстам В. Шекспира
- 2004 — «Я — Гоголь» интерпретации текстов Н. Гоголя

Немецкий театр «Bühne»
- 2002 — «Венера в мехах» Л. фон Захер-Мазоха

Театр Наций (Москва)
- 2002 — «Моя мать — Марлен Дитрих»[17]

Продукция немецкого фестиваля «Сакро-Арт»
- 2002 — «Слепая ласточка» опера А. Щетинского

Смоленский драматический театр имени А. С. Грибоедова
- 2003 — «Маркиза де Сад» Ю. Мисимы
- 2003 — «ТРИ-SES-ТРЫ и другие пациенты доктора Чехова» по текстам пьесы А. Чехова «Три сестры»
- 2008 — «Ревизор» Н. Гоголя
- 2009 — «Одна абсолютно счастливая деревня» Б. Вахтина
- 2009 — «Укрощение строптивого» К. Гольдони

Омский академический театр драмы
- 2005 — «Одна абсолютно счастливая деревня» Б. Вахтина
- 2016 —  «Incognito» по мотивам комедии Н. Гоголя «Ревизор»[комм. 2]
- 2023 —    «Иди - от» по пьесе Клима (Владимир Клименко) «8 из 7 или 7 дней с идиотом»

Антреприза «Империя Звёзд»
- 2005 — «Вероника желает умереть» П. Коэльо

Тильзит-Театр
- 2006 — «Отпуск без мужчин» Р. Джордано
- 2007 — «Маркиза де Сад» Ю. Мисима

Театральная лаборатория «t»
- 2007 — «Rachmaninoff's Hands»[19]

Домашний театр в доме Щепкина
- 2008 — «На луне Гоголя» (Игра в классики № 1) слова и мысли Астронома Гершеля, Н. Гоголя, М. Булгакова, В. Набокова, А. Труайя, А. Вознесенского, В. Токаревой, М. Щепкина.
- 2008 — «Чехов. Птицы» (Игра в классики № 2) слова и мысли Константина Треплева, Ги де Мопассана, Антона Чехова на тему одной знаменитой пьесы -  - совместно со студентами факультета сценографии РАТИ-ГИТИС
- 2008 — «Призраки Шекспира» (Игра в классики № 3) на тему одной знаменитой пьесы - совместно со студентами факультета сценографии РАТИ-ГИТИС
- 2009 — «Руки Рахманинова» (Игра в классики № 4) мистификация на тему творчества С. Рахманинова
- 2009 — «Нарисованные сказки» (совм. со студентами факультета сценографии РАТИ-ГИТИС)
- 2010 — «Бобби Слокум, я люблю тебя» Дж. Хеллера
- 2010 — «Подарки советника суда Дроссельмейера, приснившиеся двадцать четвертого декабря детям советника медицины Штальбаума» по сказке Э. Гофмана «Щелкунчик»
- 2011 — «Маска» по мотивам повести С. Лема
- 2012 — «Девочки» живая инсталляция театральных художников (совм. со студентами факультета сценографии РАТИ-ГИТИС)
- 2013 — «В ожидании блюза» маленький спектакль о театре
- 2013 — «Salto mortale» на тему пьес А. Чехова (совм. со студентами факультета сценографии РАТИ-ГИТИС)
- 2014 — «Сhaika-Live» полет чайки Ричарда Баха (новая редакция)
- 2014 — «Грибоедов-блюз» (Игра в классики № 5)
- 2015 — «Я люблю» монологи театральных художников (совм. со студентами факультета сценографии РАТИ-ГИТИС)
- 2015 — «Сны, навеянные ветром» (эскиз по мотивам сказки Л. Кэрролла)
- 2016 — «Норма Джин в стране чудес» (Игра в классики № 6)
- 2017 — «Алиса в стране чудес» по мотивам сказки Льюиса Кэрролла
- 2019 — «Сказка с несчастливым концом» маленький спектакль о русских сказках
- 2020 — «Сказка 2.0» видеоспектакль
- 2021 — «Психологический курьёз в девяти фильмах» вокруг А. Чехова (совм. со студентами факультета сценографии РАТИ-ГИТИС)
- 2023 — «Флорентийские ночи» роман в письмах Марины Цветаевой (по произведениям «Флорентийские ночи» и «Повесть о Сонечке»)
- 2024 — «Родик» сцены по мотивам романа Ф.М. Достоевского «Преступление и наказание»
- 2024 — «Юлины сказки» концертная программа
- 2025 — «DUЭNDE» спектакль-концерт

Музыкальный театр имени К. С. Станиславского и Вл. И. Немировича-Данченко
- 2010 — «Кафе Сократ» камерные оперы «Сократ» Э. Сати и «Бедный матрос» Д. Мийо
- 2014 — «Исправившийся пьяница» камерная опера К. Глюка

Костромской государственный драматический театр имени А. Н. Островского
- 2010 — «Нахлебник» И. Тургенева

Russische Schauspielkunst (Бремен, Германия)
- 2012 — «Восемь любящих женщин» Р. Тома

Ведогонь-театр (Зеленоград)
- 2013 — «Васса» сцены по мотивам первого варианта пьесы М. Горького

Красноярский драматический театр имени А. С. Пушкина
- 2016 — «Дядя Ваня. История одного выстрела» сцены по мотивам пьесы А. Чехова

Санкт-Петербургский театр Комедии имени Н. П. Акимова
- 2017 — «Относительные ценности» по мотивам комедии Н. Кауарда[комм. 3]

Vene Teater (Русский театр Эстонии)
- 2018 — «Одна абсолютно счастливая деревня» Б. Вахтина

Донской театр драмы и комедии имени В. Ф. Комиссаржевской
- 2018 — «Дети солнца» по мотивам пьесы М. Горького

Санкт-Петербургский театр юных зрителей имени А. А. Брянцева
- 2019 — «Обрыв» А. Шапиро по мотивам романа И. Гончарова[комм. 4]

Воронежский театр юного зрителя
- 2022 — «Последняя жертва» сцены по мотивам комедии А. Островского

Астраханский драматический театр
- 2023 — «Месяц в деревне» сцены по мотивам комедии И. Тургенева

## Драматургия
- 1992 — Тупейный художник (сценарий повести Н. Лескова)
- 1995 — Венера в мехах (по мотивам романа Л. фон Захер-Мазоха)
- 1996 — Отпуск без мужчин (по мотивам драмы Р. Джордано «Женщины любят говорить о любви»)
- 2000 — Моя мать — Марлен Дитрих (по книге М. Рива)[17]
- 2003 — Иди — от… (по мотивам романа Ф. Достоевского «Идиот»)
- 2003 — Тринадцать за столом (сценическая версия пьесы А. Чехова «Три сестры»)
- 2005 — Одна абсолютно счастливая деревня (по мотивам повести Б. Вахтина)
- 2005 — Вероника и другие сумасшедшие (по мотивам романа П. Коэльо)
- 2006 — Орфей и смерть (по мотивам сценария и пьесы Ж. Кокто)
- 2006 — Доротея (по мотивам повести П. Вежинова «Барьер»)
- 2007 — Шесть персонажей в поисках режиссёра
- 2008 — На Луне Гоголя
- 2008 — Юбилей (по воспоминаниям современников М. Щепкина)
- 2008 — Визит дамы Чехова (сценарий по мотивам произведений А. Чехова)
- 2011 — Маска (по одноимённой повести С. Лема)
- 2012 — Скрытое ожидание
- 2012 — Позы
- 2012 — Второй план
- 2014 — Запах
- 2015 — Грибоедов-блюз
- 2024 — Бусы

## Участие в фестивалях
- 1987 — «Игры в Лефортово», Москва, СССР, спектакль «Кукла»
- 1988 — «Next Stop», Копенгаген, Дания, спектакль «Голос из скорлупы»
- 1989 — «Next Stop», Стокгольм, Швеция, спектакли «Три девушки в голубом», «Человеческий голос»
- 1990 — «Next Stop», Стокгольм, Швеция, спектакли «Ублюдок и Лунные волки», «Игорный дом»
- 1990 — «Эксперимент», Москва, СССР, спектакль «Голос из скорлупы»
- 1993 — «Содружество», Москва, Россия, спектакли «Голос из скорлупы», «Ублюдок», «Лунные волки»
- 1993 — «Театральные опыты», Челябинск, Россия, спектакли «Ублюдок», «Лунные волки»
- 1994 — «Хрустальная Турандот», Москва, Россия, спектакль «Маркиза де Сад»
- 1995 — «Sacro Art», Локкум, Германия, спектакли «Ублюдок», «Лунные волки»
- 1995 — «Новые русские театры», Москва, Россия, спектакль «Маркиза де Сад»
- 1995 — «Hercules», Вильнюс, Литва, спектакль «Лунные волки»
- 1996 — «Labyrint II», Вентспилс, Латвия, спектакль «Лунные волки»
- 1996 — «Unidram», Потсдам, Германия, спектакль «Лунные волки»
- 1996 — «Premio Salvo Randone», Кальтабеллотта, Италия, спектакль «Генрих IV»
- 1997 — «Sacro Art», Локкум, Германия, спектакль «Генрих IV»
- 1997 — «Die Bremer Theaterseiten», Бремен, Германия, спектакль «Генрих IV»
- 1997 — «Achimer Theaterwoche», Ахим, Германия, спектакль «Король Юбю»
- 1997 — «Input», Бремен, Германия, спектакль «Король Юбю»
- 1998 — «Unidram», Потсдам, Германия, спектакль «Король Юбю»
- 1998 — «Театральные опыты», Челябинск, Россия, спектакль «Генрих IV»[21]
- 1998 — «Молодые звёзды Москвы», Ижевск, Россия, спектакль «Генрих IV»
- 1998 — «Input», Бремен, Германия, спектакль «Лунные волки»
- 1998 — «Kirhen und Theater», Ганновер, Германия, спектакль «Генрих IV»
- 1999 — «Неофициальная Москва», Москва, Россия, спектакль «Генрих IV»
- 2000 — «Москва — территория 2000», Москва, Россия, спектакль «Свадьба Д. К. Мерона на похоронах Крылова»
- 2001 — «IV-й Русский фестиваль искусств в Париже», Париж, Франция, спектакль «Флорентийские ночи»
- 2002 — «Sacro Art», Локкум, Германия, опера «Слепая ласточка»
- 2002 — «Input», Бремен, Германия, спектакль «Паяцы. Неопера»
- 2003 — «Achimer Theaterwoche», Ахим, Германия, спектакль «Паяцы. Неопера»
- 2003 — «Vor Ort», Мюнстер, Германия, спектакль «Венера в мехах»
- 2005 — «Белая Вежа», Брест, Белоруссия, спектакль «Моя мать — Марлен Дитрих»
- 2006 — «Vor Ort», Мюнстер, Германия, спектакль «Флорентийские ночи»
- 2006 — «Die Bremer Theaterseiten», Бремен, Германия, спектакль «Chaika — Live»
- 2008 — «Miniaturen Kunst im Kleinen», Бремен, Германия, спектакль «Паяцы. Неопера»
- 2008 — «Die Bremer Theaterseiten», Бремен, Германия, трилогия Игра в классики — «На Луне Гоголя», «Чехов. Птицы», «Произраки Шекспира»
- 2008 — «Камерата», Челябинск, Россия, спектакль «Отпуск без мужчин»
- 2008 — «Славянские театральные встречи», Гомель, Белоруссия, спектакль «Ревизор»
- 2008 — «East West», Пекин, Китай, спектакль «Призраки Шекспира»
- 2009 — «Miniaturen Kunst im Kleinen», Бремен, Германия, спектакль «Призраки Шекспира»
- 2010 — «Die Bremer Theaterseiten», Бремен, Германия, спектакль «Бобби Слокум, я люблю тебя»
- 2010 — «Смоленский ковчег», Смоленск, Россия, спектакль «Одна абсолютно счастливая деревня»
- 2011 — «Золотая маска», Москва, Россия, спектакль «Кафе Сократ»
- 2012 — «Anton Cechov-in Scena», Рим, Италия, спектакль «Чехов. Птицы»
- 2013 — «Театральный альманах», Москва, Россия, спектакль «В ожидании блюза»
- 2014 — «Золотая маска», Москва, Россия, спектакль «Васса»
- 2014 — «World Stage Design», Кардифф, Великобритания, спектакль «Девочки»
- 2014 — «Большие гастроли», Южно-Сахалинск, Хабаровск, Россия, спектакль «Руки Рахманинова»
- 2014 — «Золотой Витязь», Москва, Россия, спектакль «Васса»
- 2016 — «Март-контакт», Могилёв, Белоруссия, спектакль «Васса»
- 2016 — «Золотая маска», Россия, спектакль «Incognito» (лонг-лист)
- 2017 — «Kultur on Tour», Бремен, Германия (член жюри)
- 2017 — «Театральная весна», Красноярск, Россия, спектакль «Дядя Ваня. История одного выстрела»
- 2017 — «Сахалинская рампа», Южно-Сахалинск, Россия, спектакль «Incognito»
- 2017 — «World Stage Design. Scenofest», Тайбэй, Тайвань, спектакль «Призраки Шекспира»
- 2016 — «Золотая маска», Россия, спектакль «Относительные ценности» (лонг-лист)
- 2017 — «Золотой софит», Санкт-Петербург, Россия, спектакль «Относительные ценности»
- 2018 — «Kultur on Tour», Бремен, Германия (член жюри)
- 2018 — «Театр. Осень. Пушкин», Пушкин, Россия (член жюри)
- 2018 — «Манифест», Ростов-на-Дону, Россия, спектакль "Васса"
- 2019 — «Kultur on Tour», Бремен, Германия (член жюри)
- 2019 — «Театр. Осень. Пушкин», Пушкин, Россия (член жюри)
- 2019 — «Радуга», Санкт-Петербург, Россия, спектакль «Одна абсолютно счастливая деревня»
- 2020 — «Kultur on Tour», Бремен, Германия (член жюри)
- 2020 — «Театр. Осень. Пушкин», Пушкин, Россия (член жюри)
- 2020 — «Золотой софит», Санкт-Петербург, Россия, спектакль «Обрыв»
- 2020 — «Прорыв», Санкт-Петербург, Россия, спектакль «Обрыв»
- 2021 — «Царь-сказка», Новгород, Россия, спектакль «Васса»
- 2022 — «XXIX Пушкинский театральный фестиваль», Псков, Россия, спектакль «Последняя жертва»
- 2022 — «XI Платоновский фестиваль искусств (Воронежский кейс)», Воронеж, Россия, спектакль «Последняя жертва»
- 2022 — «Золотая маска», Россия, спектакль «Последняя жертва» (лонг-лист)
- 2022 — «Театр. Осень. Пушкин», Пушкин, Россия (член жюри)
- 2023 — «Радуга», Санкт-Петербург, Россия, спектакль «Последняя жертва»
- 2023 — «У Троицы», Сергиев-Посад, Россия, спектакль «Васса»
- 2025 — «Молодёжь. Театр. Фест», Санкт-Петербург, Россия, спектакль «Месяц в деревне»

## Награды и премии
- 1995 — премия театрального журнала «Московский наблюдатель» на фестивале «Новые русские театры» за спектакль «Маркиза де Сад» Ю. Мисимы
- 1996 — премия им. Сальво Рандоне на 4-м Национальном фестивале итальянского театра за спектакль «Генрих IV» Л. Пиранделло[22]. Афиша спектакля помещена в экспозиции дома-музея Луиджи Пиранделло в Агридженто (Сицилия)[источник не указан 1581 день]
- 2008 — приз «За постановочное мастерство» на X Международном фестивале «Славянские театральные встречи» за спектакль «Ревизор»
- 2010 — гран-при Международного театрального фестиваля «Смоленский ковчег» за спектакль «Одна абсолютно счастливая деревня»[23]
- 2011 — номинация «Лучшая работа режиссёра в опере» Национального театрального фестиваля «Золотая маска» за спектакль «Кафе «Сократ» (спектакль был выдвинут в пяти номинациях)[24]
- 2014 — номинация «Лучшая работа режиссёра в драматическом театре» Национального театрального фестиваля «Золотая маска» за спектакль «Васса» (спектакль был выдвинут в пяти номинациях)[25][комм. 5]
- 2014 — Премия «Золотая маска» за лучший спектакль малой формы в драме за спектакль «Васса».
- 2014 — премия Правительства Москвы в номинации «За лучший реализованный проект в сфере культуры» — за спектакль «Васса»
- 2014 — спектакль "Васса" получил «Золотую маску» как «Лучший спектакль в драме, малая форма»[17].
- 2014 — гран-при Славянского международного фестиваля «Золотой Витязь» — за спектакль «Васса»
- 2023 — приз за "Оригинальность и мастерство режиссуры" Международного театрального фестиваля «У Троицы» — за спектакль «Васса»

## Критика
«Chaika-Live», «Модельтеатр»
…театр Ледуховского, без сомнения, трудный театр, внешняя броскость и эпатажность его спектаклей обманчивы, в них есть восхитительно-естественная лёгкость их автора, но нет бездумной лёгкости для их зрителя.
 Его странный театр не «уход от жизни», но жизнь, так им увиденная, так им воспринимаемая, в такие формы воплощённая.Юрий Фридштейн, «Страстной бульвар» № 1 2006
«Incognito», Омский театр драмы
В спектакле Анатолия Ледуховского много театральных шифров, к которым нужно подобрать код. Или, говоря проще, собрать картинку, как кубик Рубика. Кому-то это удаётся лишь к финалу, кому-то не удаётся вовсе. И тогда возникает раздражение и дискомфорт. Но, может быть, стоит попробовать ещё раз? Ведь Ледуховский — это тот режиссёр, спектакли которого со временем вызревают, как хорошее вино.Эльвира Кадырова, «Коммерческие вести» 27 марта 2016

## Комментарии
1. ↑  В 1994 году спектакль «Маркиза де Сад» был выдвинут на соискание театральной премии «Хрустальная Турандот» в номинации «Лучшая женская роль» за роль Графини де Сен-Фон, исполненной Еленой Козельковой
2. ↑  В 2017 году спектакль «Incognito» вошёл в лонг-лист Национального театрального фестиваля «Золотая маска»[18].
3. ↑  В 2018 году спектакль «Относительные ценности» вошёл в лонг-лист Национального театрального фестиваля «Золотая маска»[20].
4. ↑  В 2019 году спектакль «Обрыв» был выдвинут на соискание Санкт-Петербургской премии «Прорыв» в пяти номинациях и получил премию за лучшую мужскую роль (Олег Сенченко), в 2020 году — на соискание премии «Золотой софит» в двух номинациях.

В 2022 году спектакль "Последняя жертва" вошёл в лонг-лист Национальной театральной премии "Золотая маска"
5. ↑  В 2014 году постановка получила «Золотую маску» как «Лучший спектакль в драме, малая форма»[25].